# Pavol Hamžík
Pavol Hamžík (ur. 20 sierpnia 1954 w Trenczynie) – słowacki polityk i dyplomata, minister spraw zagranicznych (1996–1997), wicepremier (1998–2001), przewodniczący Partii Porozumienia Obywatelskiego, ambasador Słowacji w Niemczech, na Ukrainie i na Węgrzech.

## Życiorys
Ukończył studia na Wydziale Prawa Uniwersytetu Komeńskiego w Bratysławie, następnie zaś Akademię Dyplomatyczną w Moskwie. W latach 1984–1993 zatrudniony w Ministerstwie Spraw Zagranicznych Czechosłowacji, pełnił urząd konsula w Królestwie Danii (1985–1989). Następnie był członkiem delegacji federalnej podczas obrad Konferencji Bezpieczeństwa i Współpracy w Europie (1991–1992), włączył się także w rozwiązanie kryzysu jugosłowiańskiego przez KBWE w latach 1992–1993. Od 1993 był szefem stałej misji Słowacji przy KBWE w Wiedniu, zaś od 1994 do 1996 ambasadorem w Niemczech.
W latach 1996–1997 pełnił funkcję ministra spraw zagranicznych Słowacji z rekomendacji HZDS, jednak ostatecznie zerwał z tym ugrupowaniem, wiążąc się z nowo powołaną Partią Porozumienia Obywatelskiego (SOP) Rudolfa Schustera. Od 1999 do 2003 był przewodniczącym tego ugrupowania. W pierwszym rządzie Mikuláša Dzurindy sprawował funkcję wicepremiera (1998–2001) z nominacji SOP. Był także posłem do Rady Narodowej (2001–2002), zasiadał w Konwencie Europejskim jako przedstawiciel słowackiego parlamentu.
W latach 2002–2006 zajmował się biznesem. Po dojściu do władzy lewicowego rządu Roberta Ficy doradzał ministrowi spraw zagranicznych oraz premierowi, był pełnomocnikiem szefa rządu podczas negocjacji traktatu lizbońskiego. W 2009 objął urząd ambasadora Słowacji na Ukrainie, sprawował go do 2013. Później pracował w resorcie spraw zagranicznych w randze ambasadora, doradzał też premierowi Słowacji w zakresie bezpieczeństwa energetycznego. W 2018 został ambasadorem Słowacji na Węgrzech.